# 杰出耳蕨
杰出耳蕨（学名：Polystichum excelsius）为鳞毛蕨科耳蕨属下的一个种。

## 扩展阅读
- 維基物種上的相關：杰出耳蕨